# Гауда (сир)

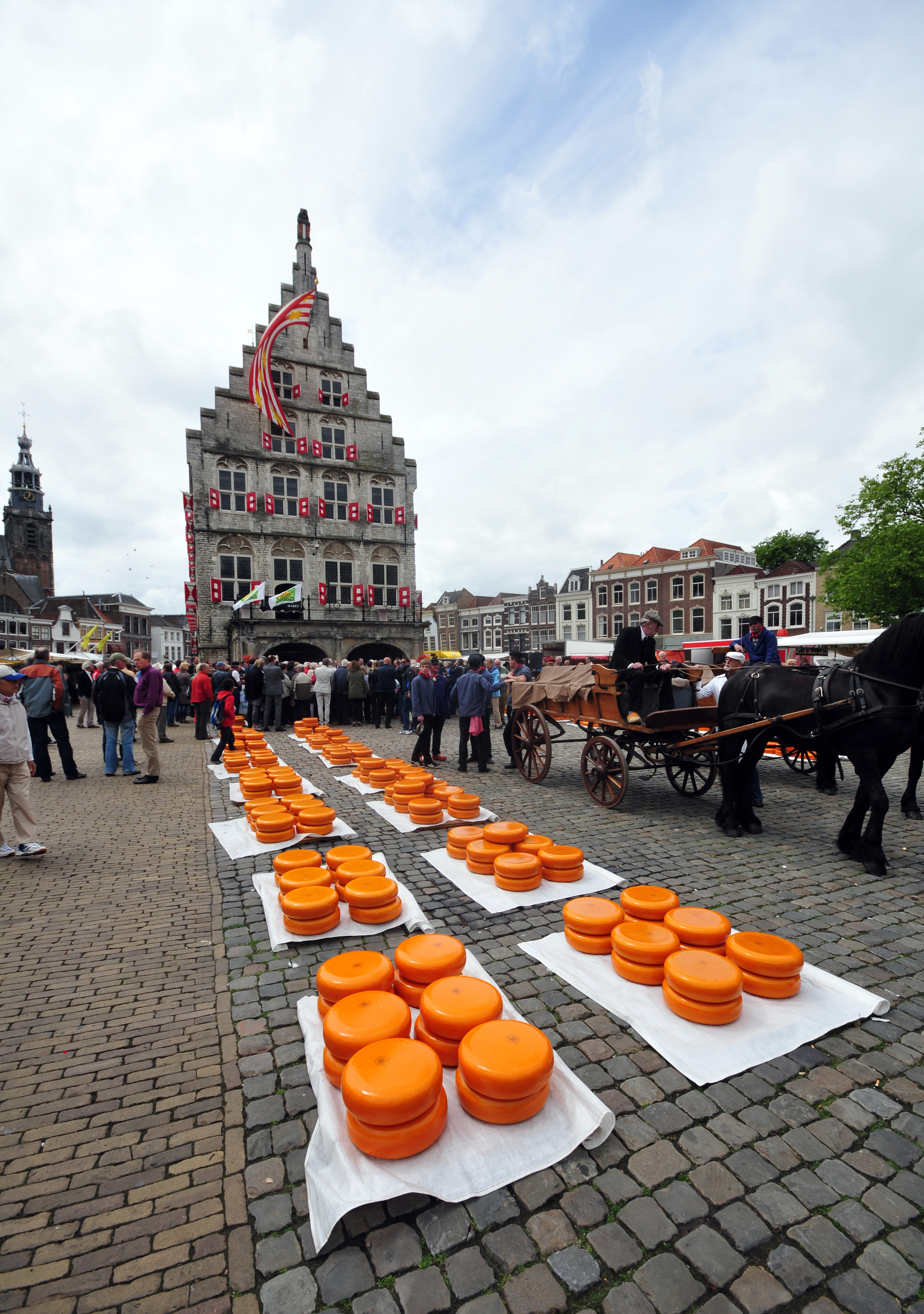

Гауда — голландський твердий сир з коров'ячого молока. Найпоширеніший сир у світі та найвідоміший з усіх голландських сирів. Сир «Гауда» має фруктовий, вершковий смак. Його аромат стає повнішим із часом дозрівання. Виробляється у двох категоріях: швидкого дозрівання (3 і 15 кг) та природного дозрівання (у кругах 4,5 і 12 кг).

## Історія
Перша згадка про сир Гауда датується 1184 роком, що робить його одним із найстаріших зареєстрованих сирів у світі, які виробляються й сьогодні. У голландській культурі сироваріння традиційно було обов’язком жінки, а дружини фермерів передавали свої навички виготовлення сиру своїм дочкам. Протягом літніх місяців у місті Гауда, Південна Голландія, один раз на тиждень є сирний ринок у традиційному стилі, головним чином як туристична привабливість. Більшість голландської гауди зараз виробляється промисловим способом. Проте близько 300 голландських фермерів все ще виробляють boerenkaas («фермерський сир»), який є захищеною формою гауди, виготовленої традиційним способом з використанням непастеризованого молока.
Сир названий на честь майстра Гауди не тому, що його виробляли в цьому місті чи його околицях, а тому, що ним торгували там. У середні віки голландські міста могли отримати певні феодальні права, які давали їм перевагу або повну монополію на певні товари. У графстві Голландія Гауда отримав права на ринок сиру, єдине право мати ринок, на якому фермери округу могли продавати свій сир. Усі сири везуть на ринкову площу Гауди, щоб продати. Команди, що складалися з гільдії носильників сиру, яких можна було розпізнати за різноколірні солом’яними капелюхами, перевозили сири фермерів, які зазвичай важили близько 16 кг (35 фунтів), у курганах. Потім покупці пробували сири та домовилися про ціну за допомогою ритуальної системи угод під назвою handjeklap, коли покупці та продавці плескають один одному в долоні та вигукують ціни. Після того, як ціна була узгоджена, носильники несли сир до вагової та завершували продаж.

## Характеристика
У 100 г сиру «Гауда» 45 % жирності міститься близько 330—380 ккал, 21-24 г білка, 27,5—31 г жиру, 0 г, мінерали (кальцій, залізо, цинк, магній та ін.) вуглеводів.

## Виробництво

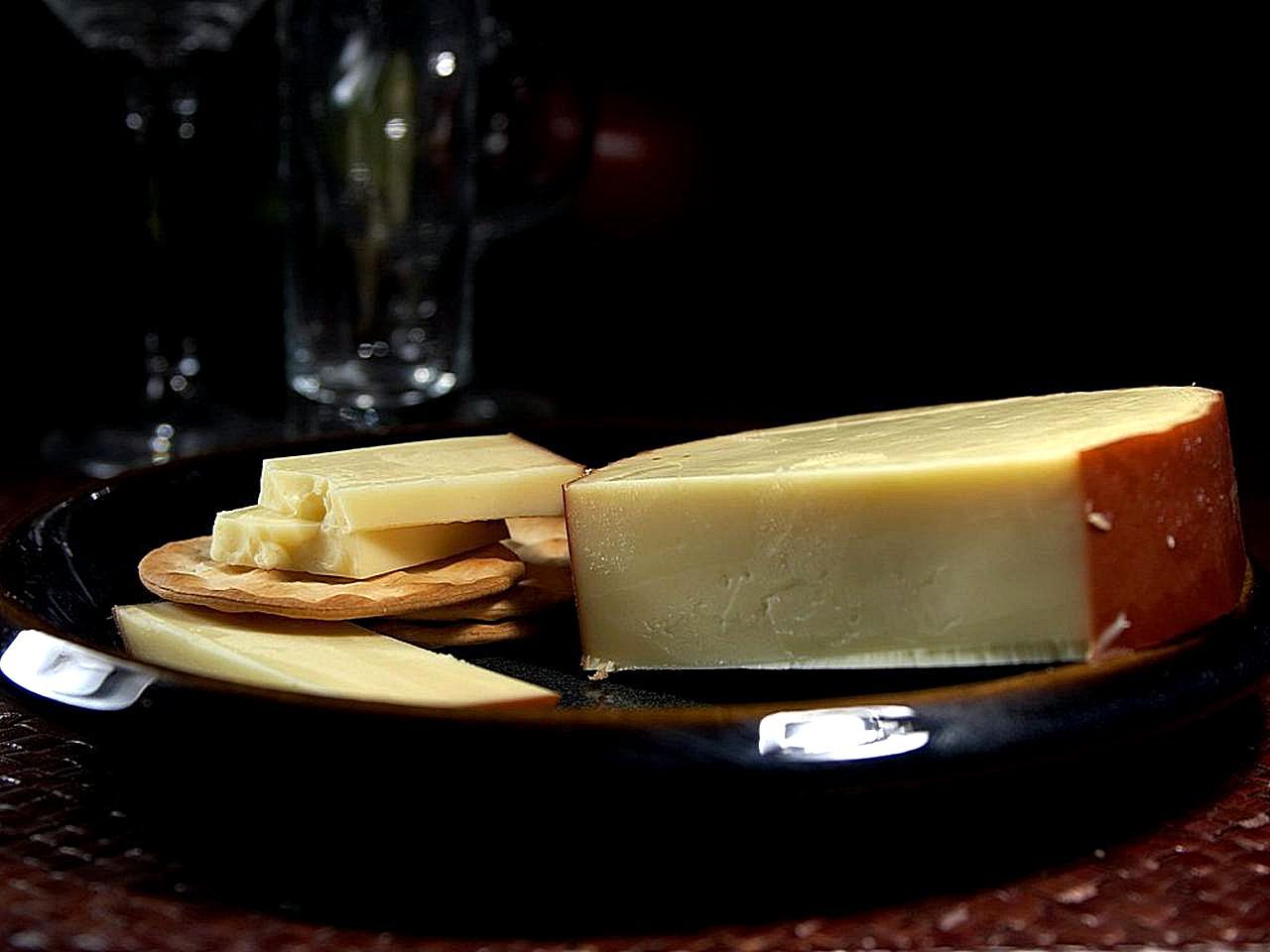
Копчений Гауда

Для виготовлення сиру «Гауда» використовують пастеризоване коров'яче молоко.
Виготовляється у вигляді кругів вагою 1—13 кг. Іноді випускають копчену версію.
Сир «Гауда» виробляється в Нідерландах, Німеччині, Ірландії, Польщі та ін.
В Україні сир «Гауда» виробляється на сирзаводах: Канівський (ТМ «Клуб Сиру»), Баштанський, Пирятинський (ТМ «Славія»), Шостківському (ТМ «Шостка»), ТМ «Добряна» та ін.

## Використання
Сир «Гауда» чудовий для сендвічів. Також добре смакує з хорошим вином.

## Галерея

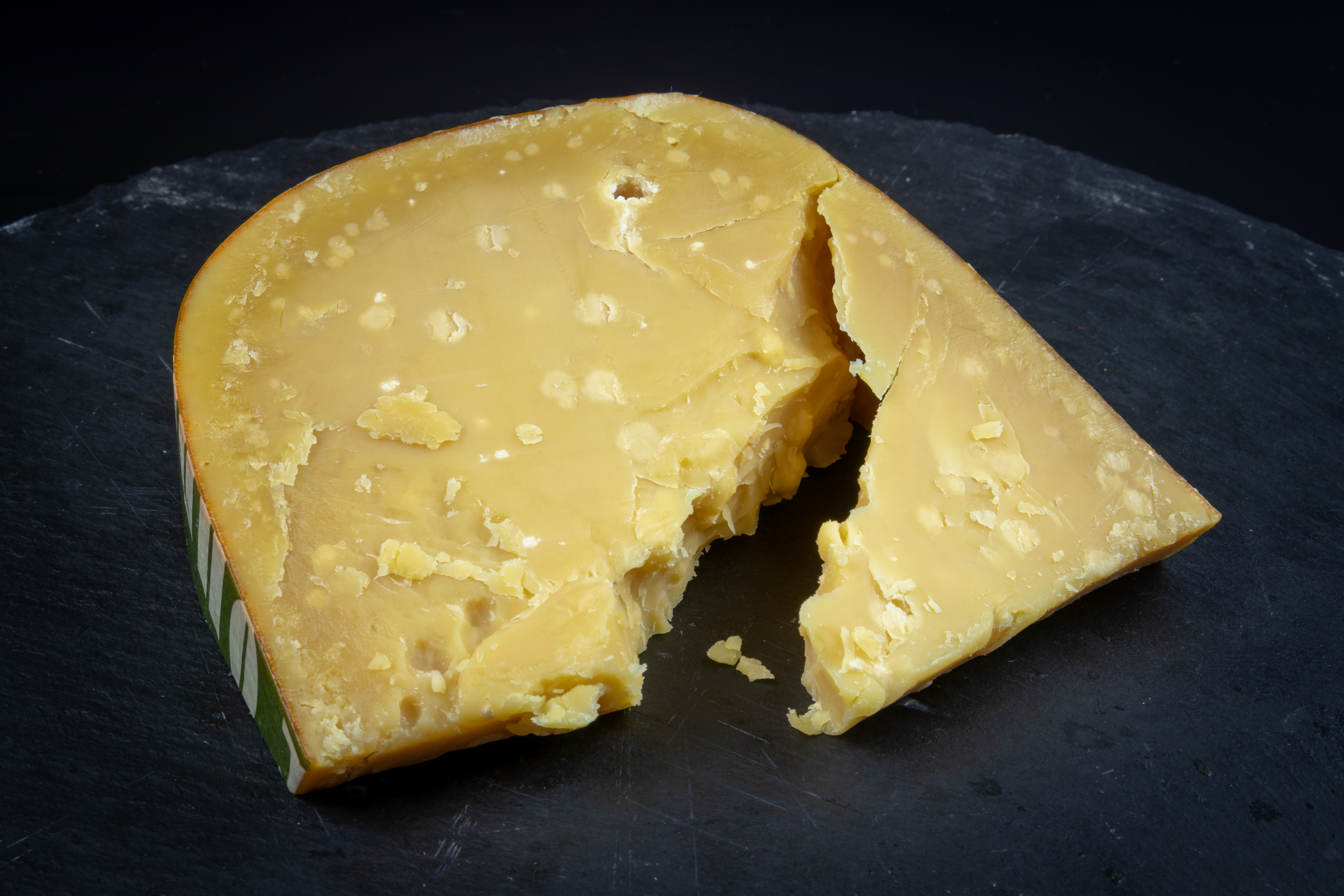
Твердий сир Гауда тривалої витримки
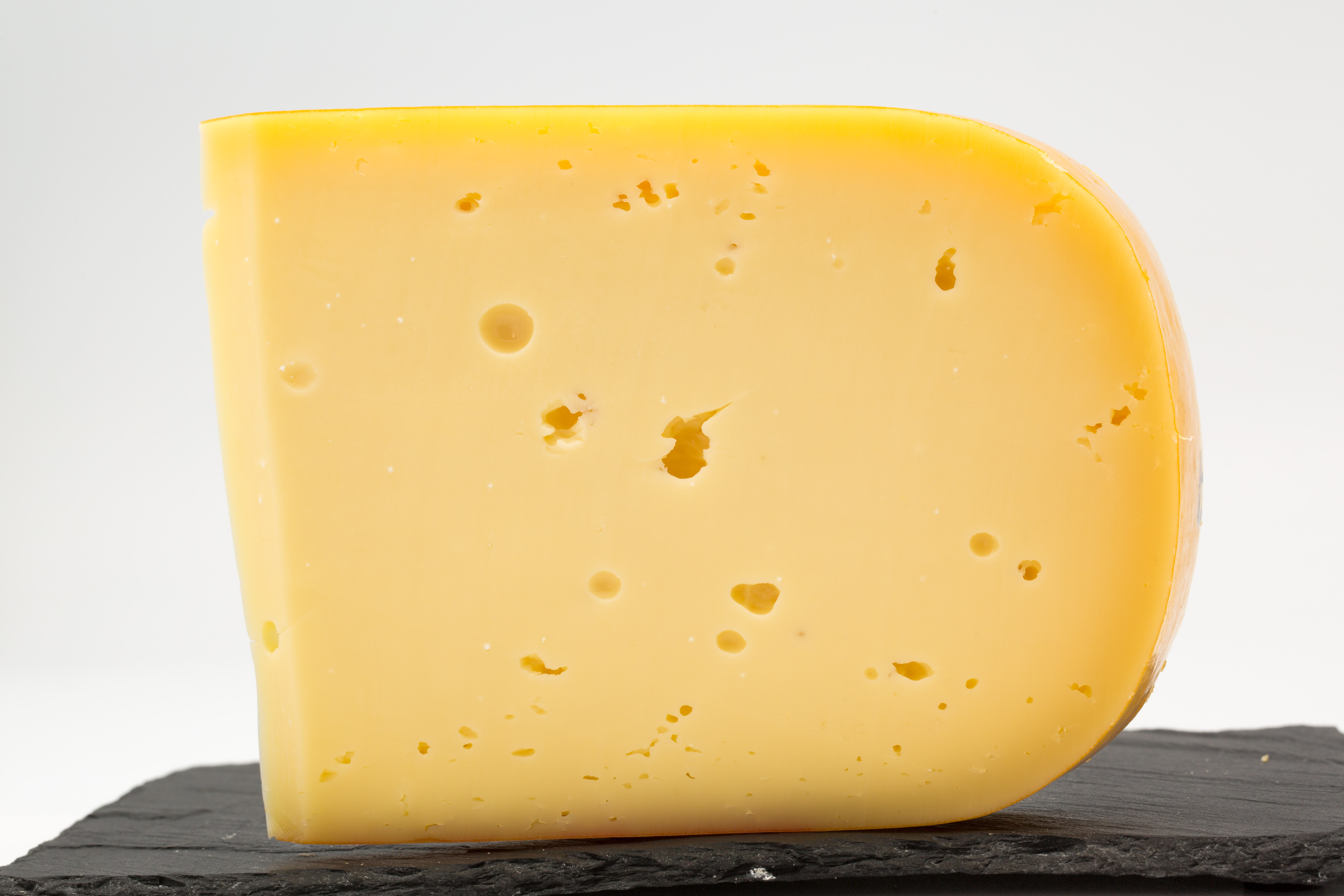
М'який сир Гауда
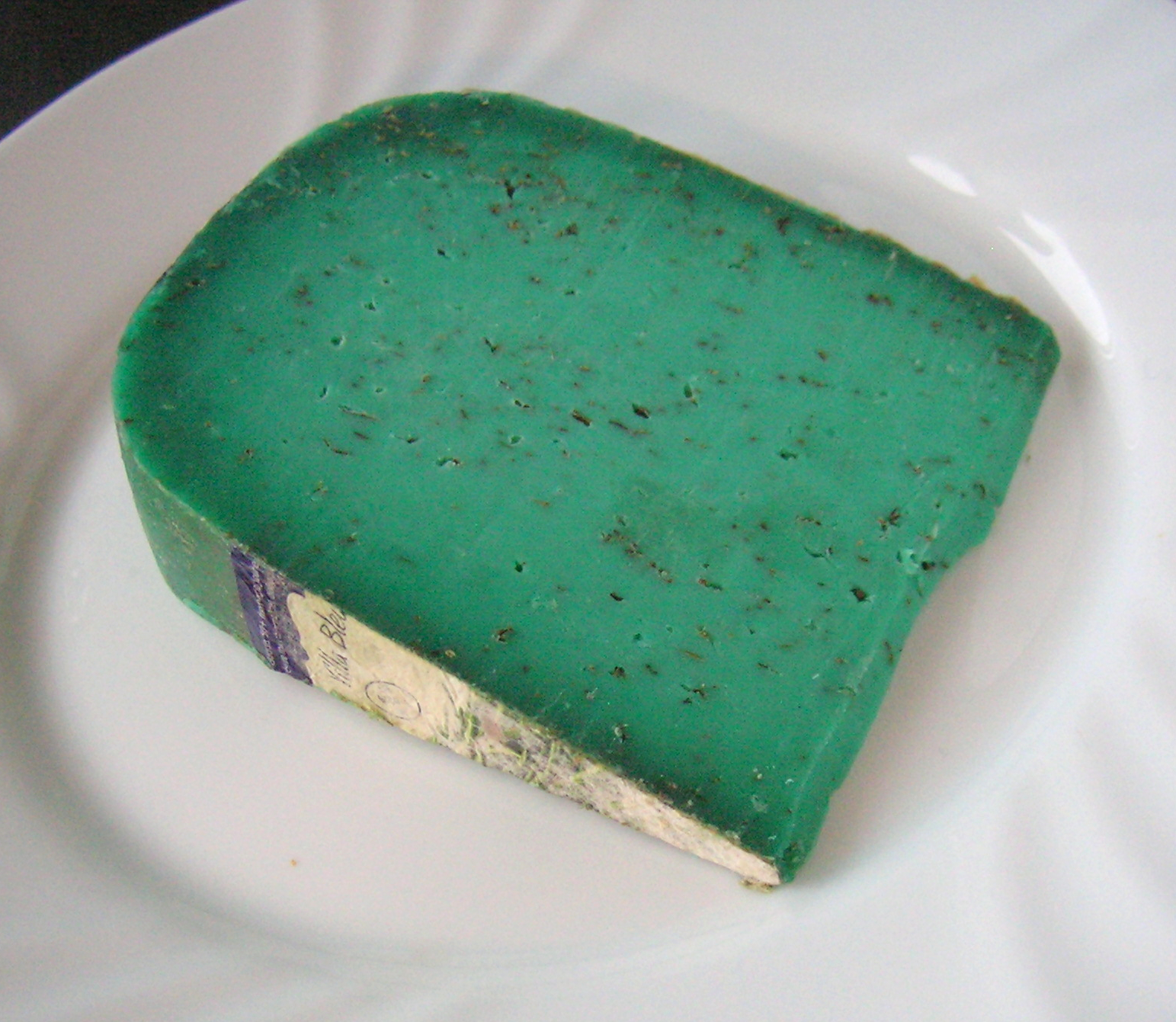
Сир Гауда із Песто
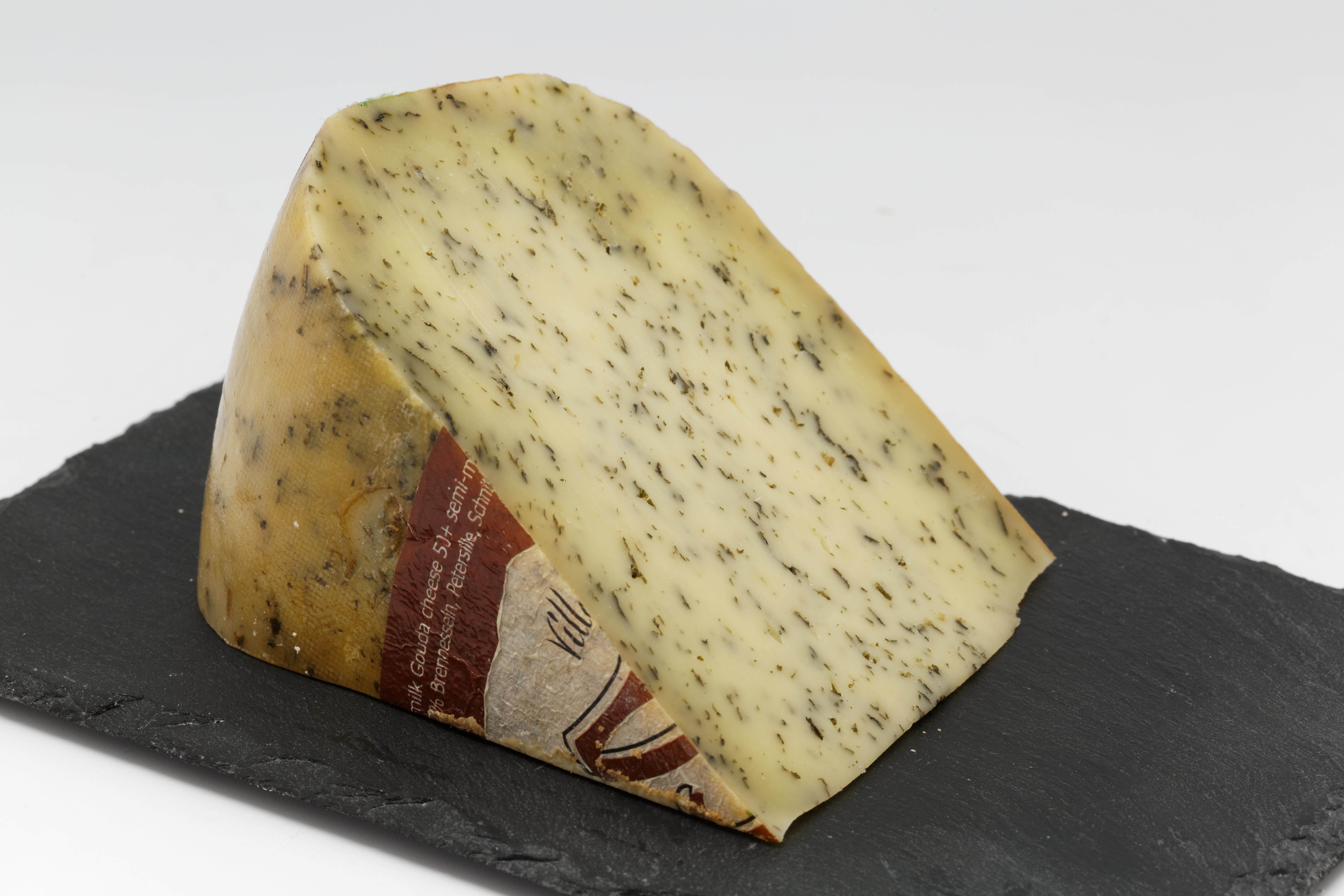
Nettle Gouda
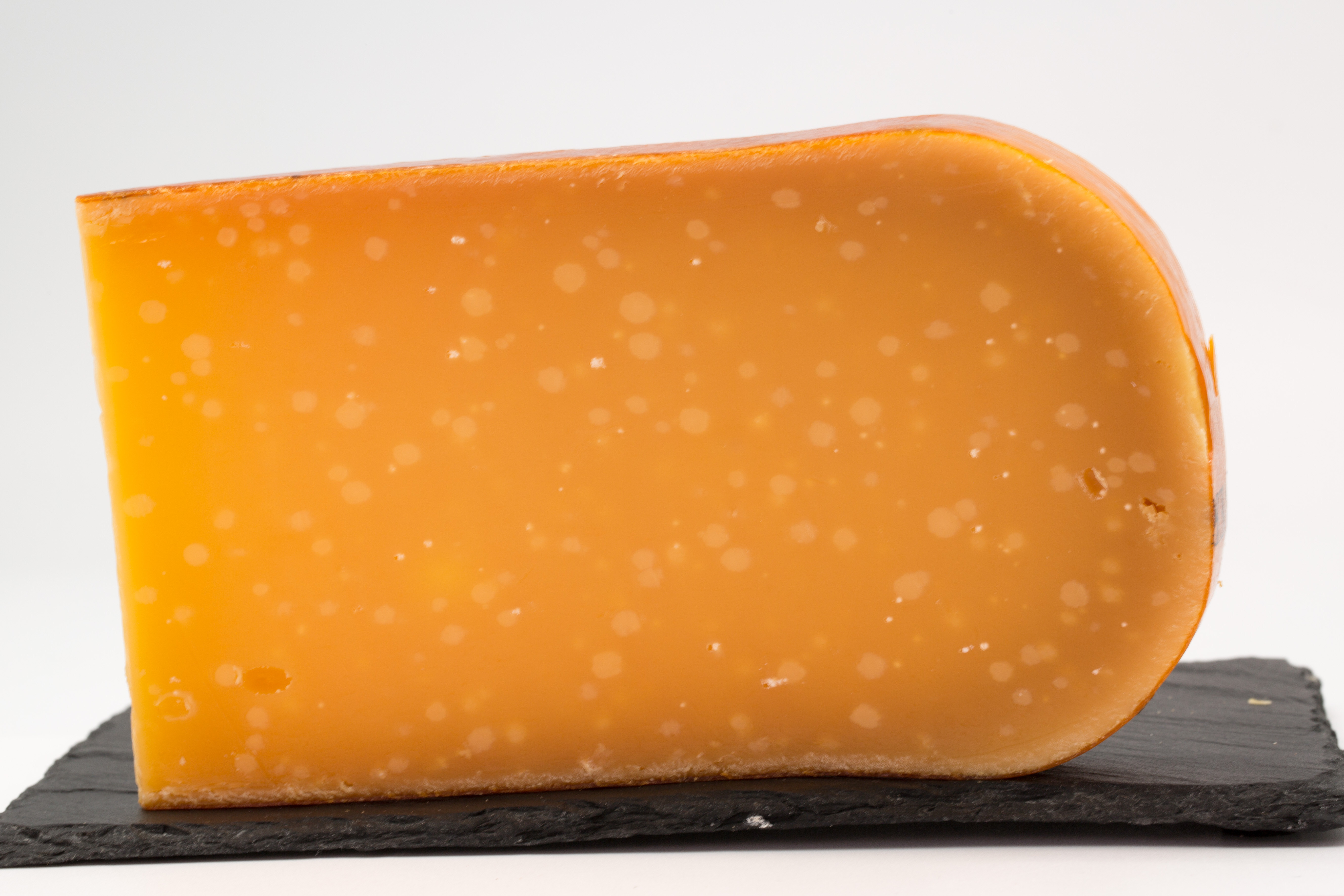
Гауда витримкою 36 місяців
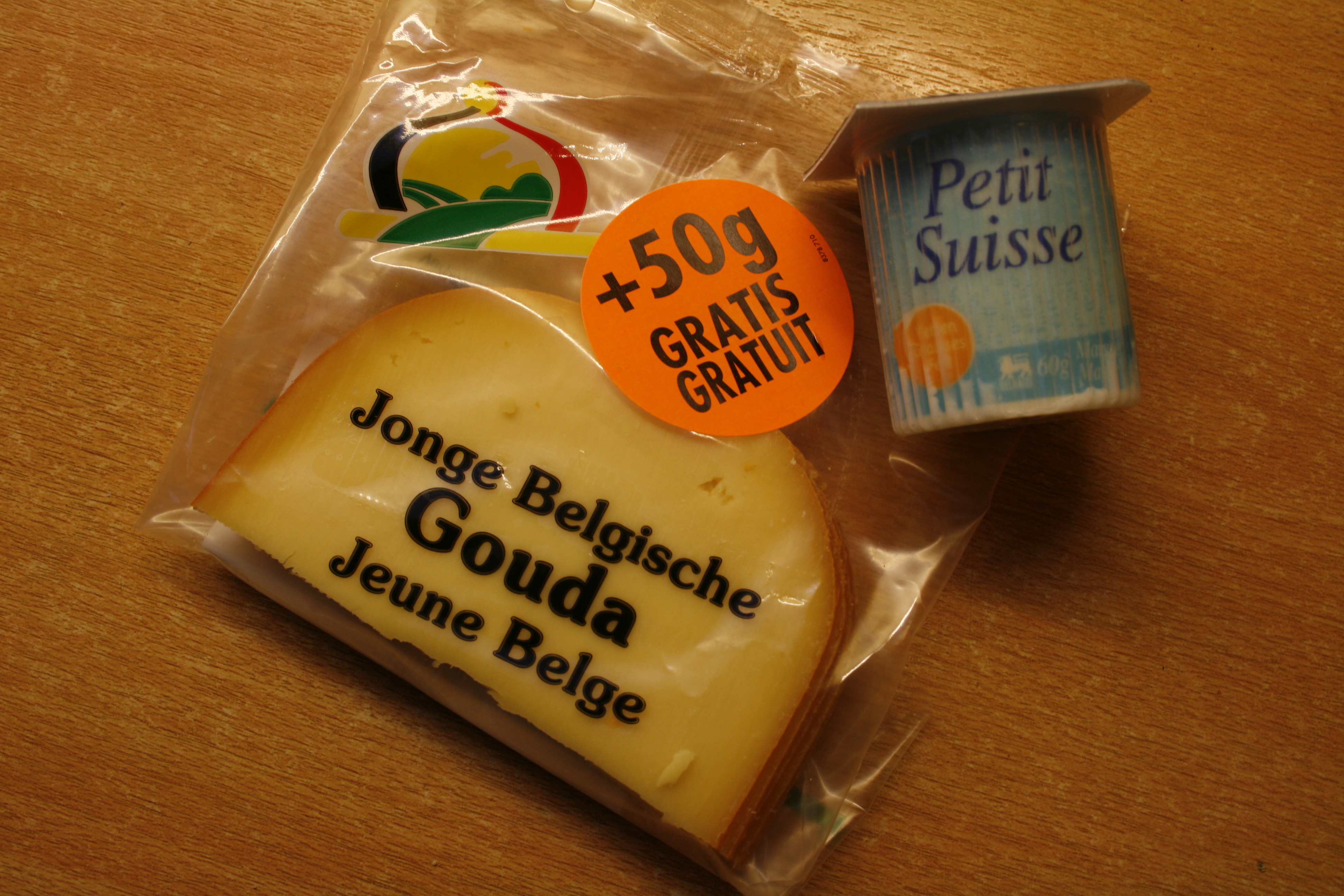
Бельгійський Гауда
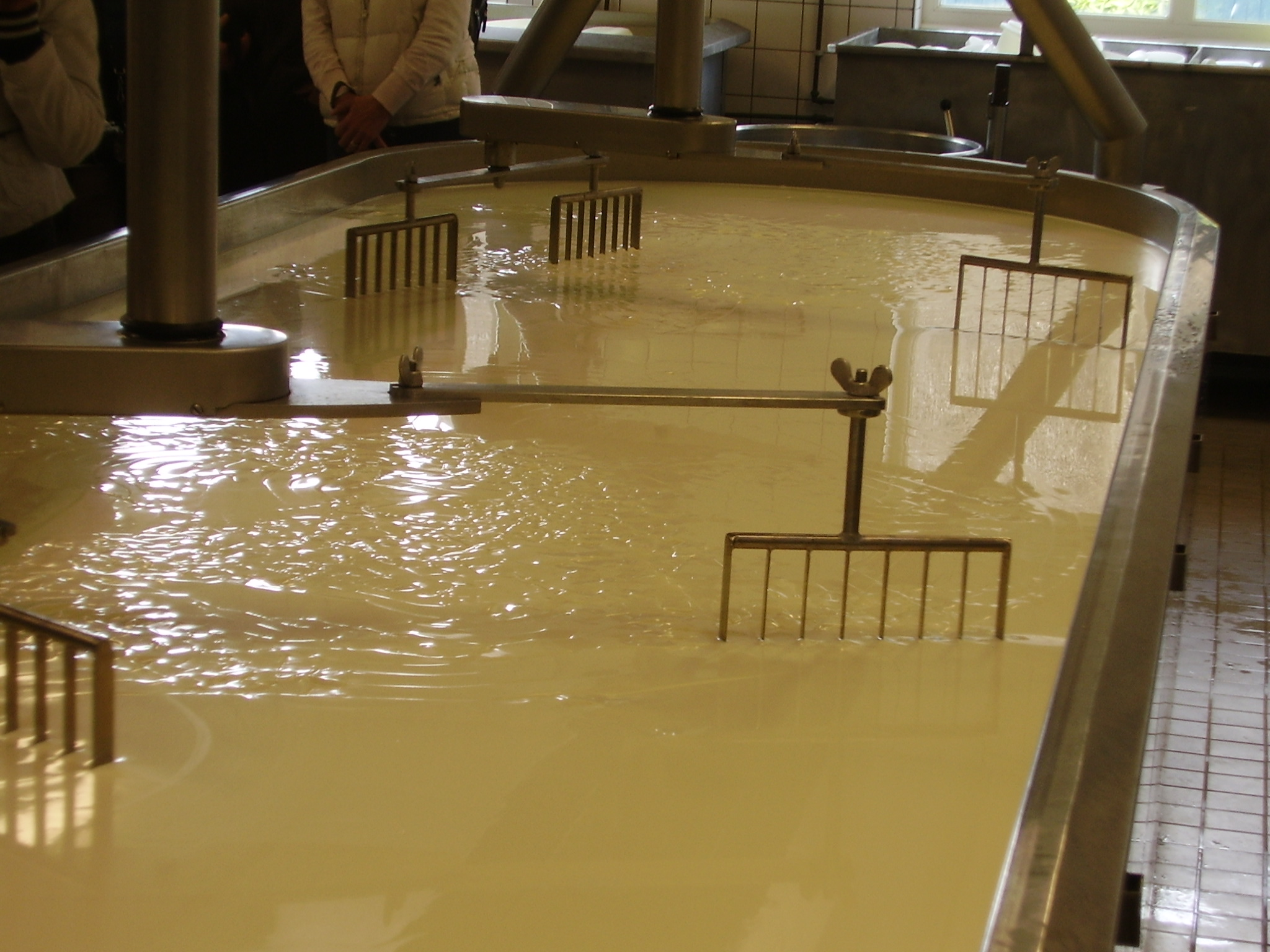
Закваска сиру
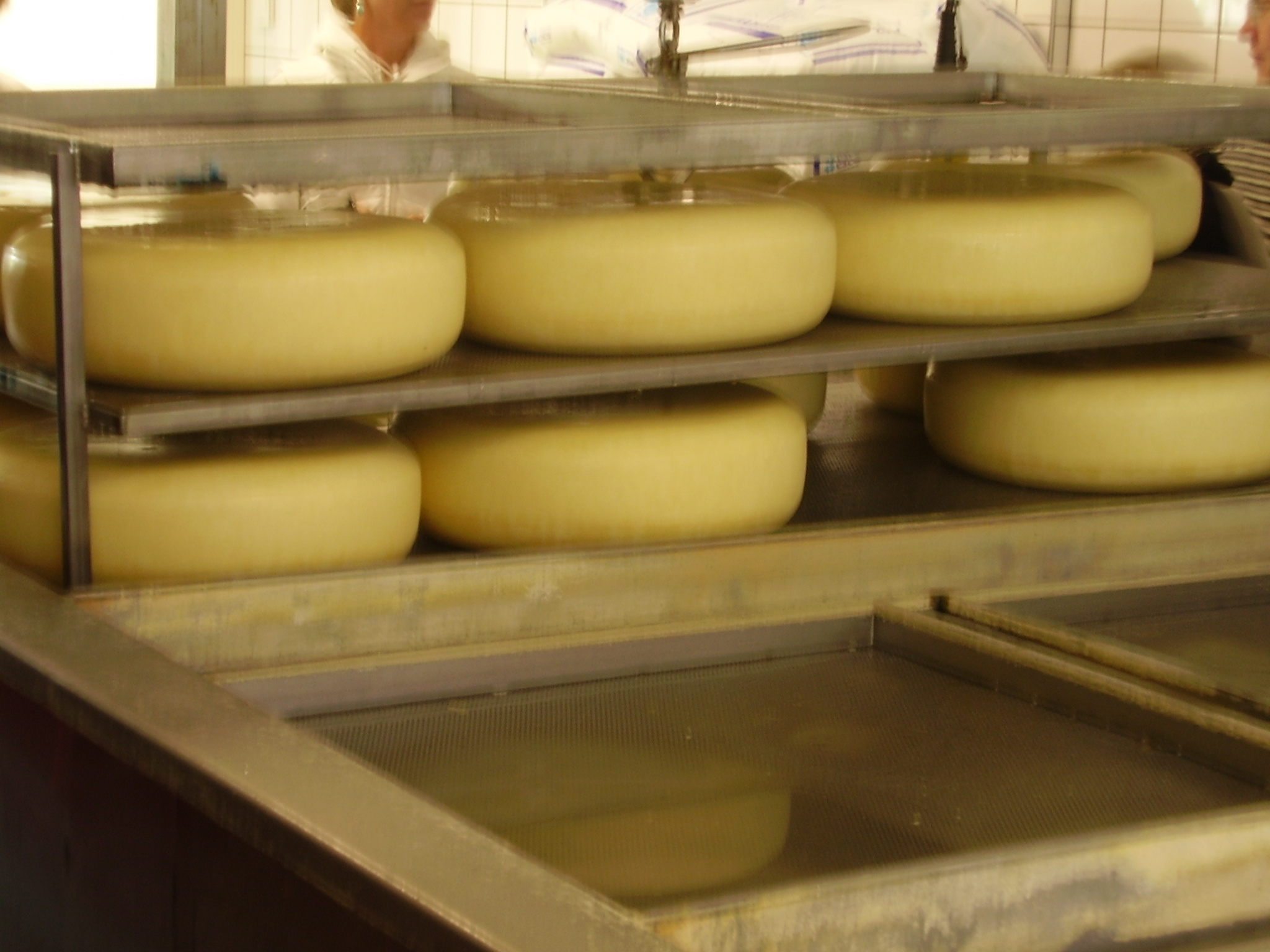
Свіжоприготовані голівки сиру
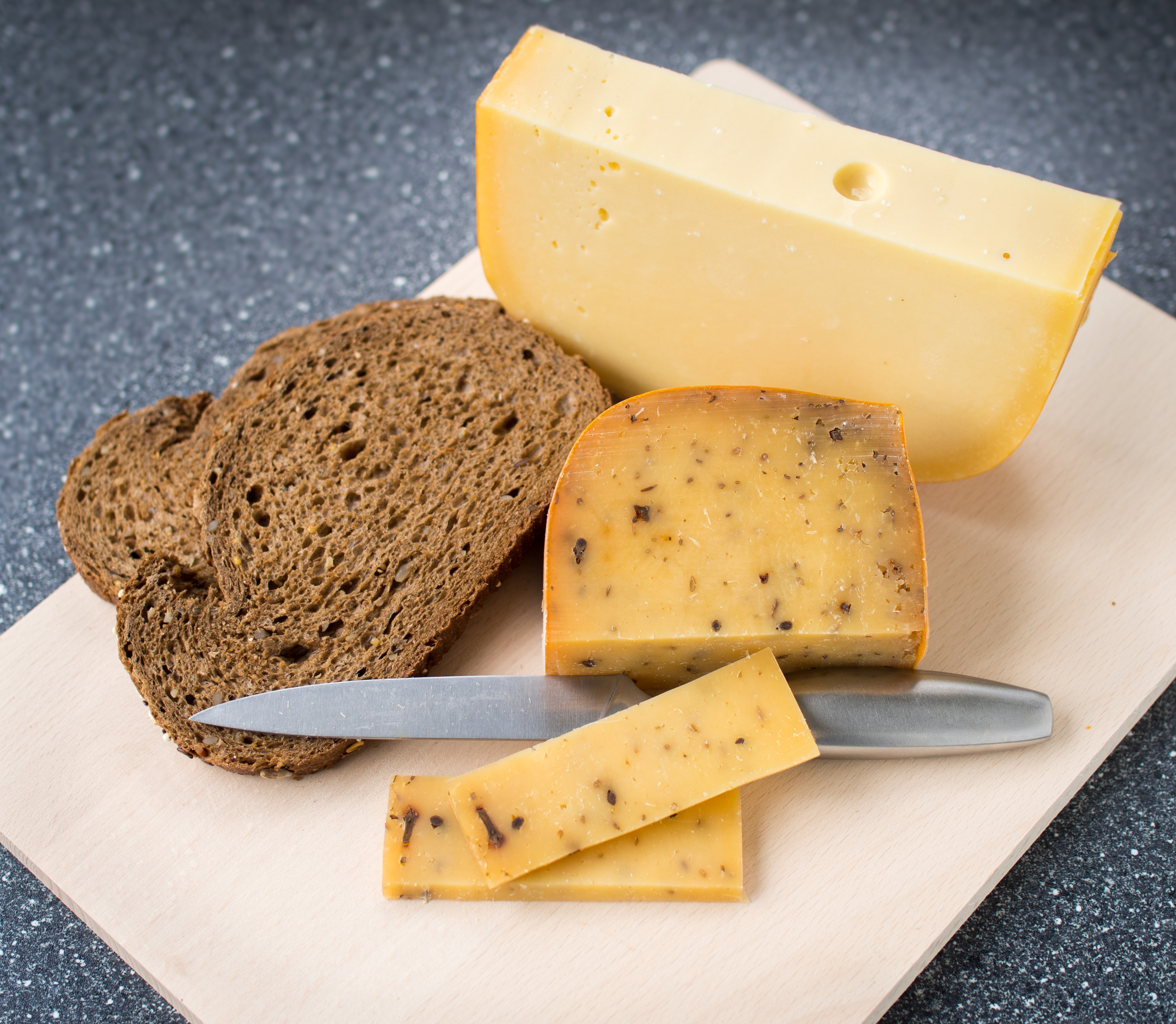
Буренкаас — твердий різновид сиру
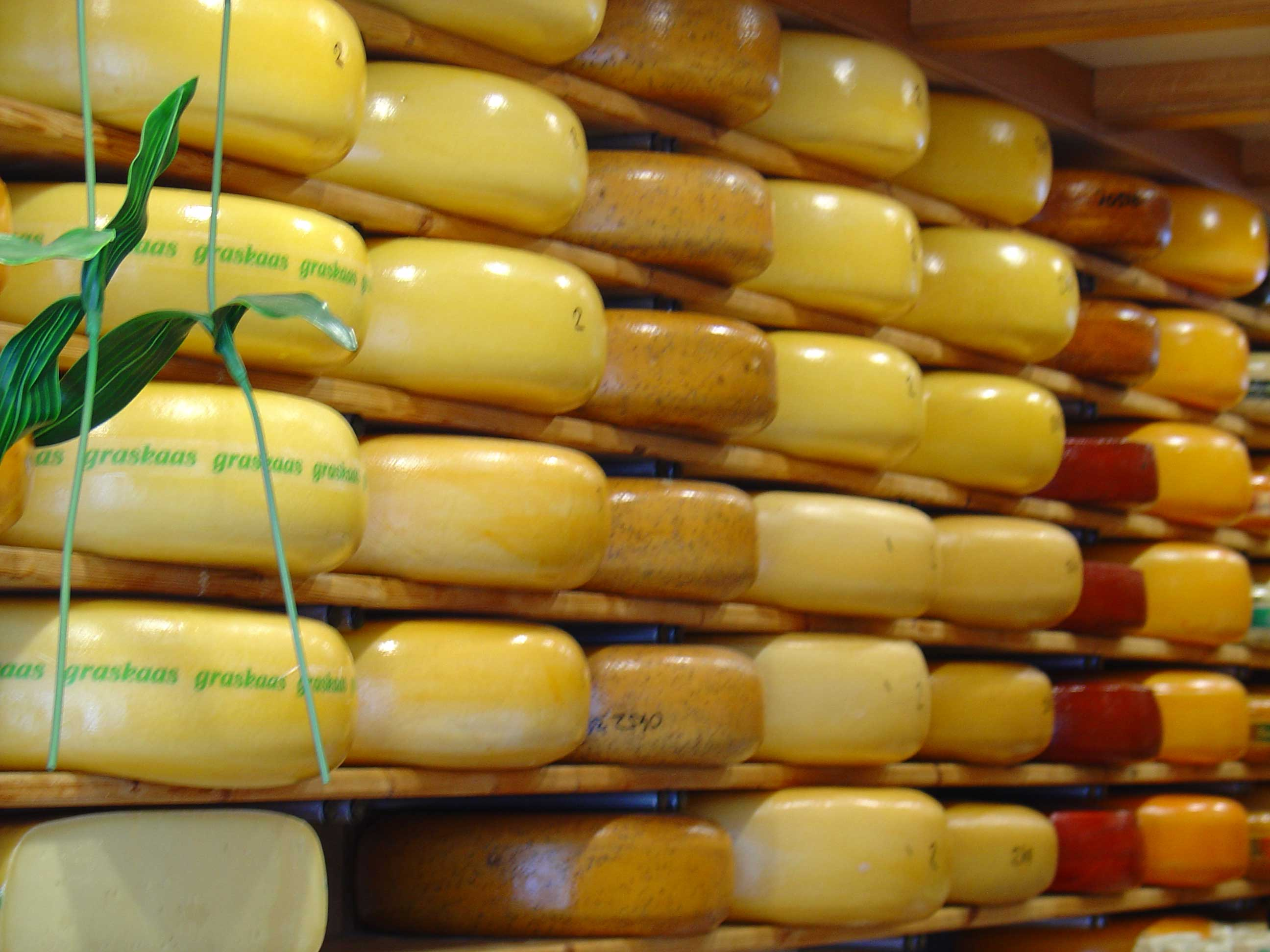
Сир на складі
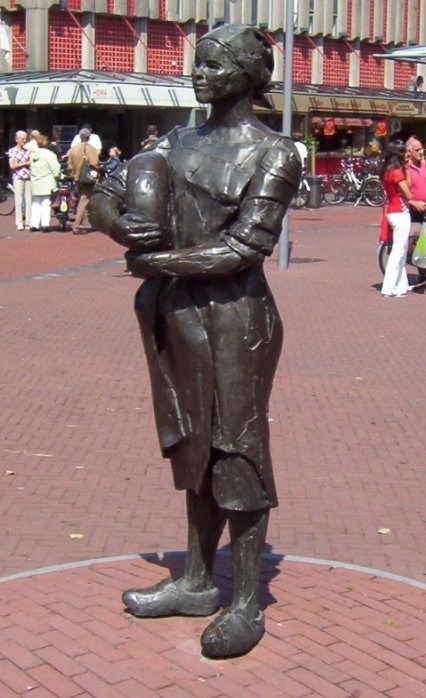
Пам'ятник сироварці із голівкою Гауди
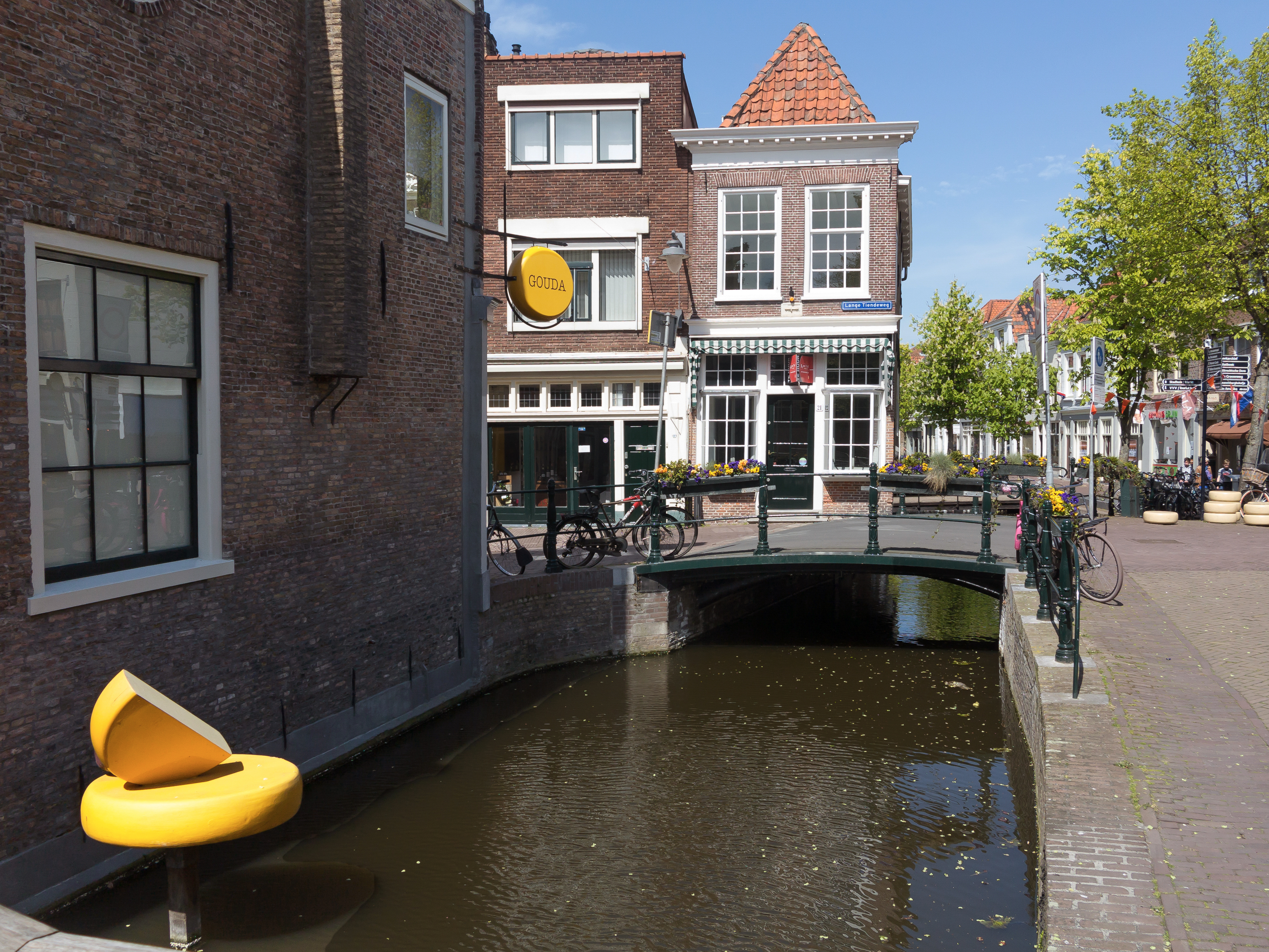
Пам'ятник Гауді